# The Magician of Lublin
The Magician of Lublin és una pel·lícula dramàtica coescrita i dirigida per Menahem Golan basada en la novel·la Der kuntsnmakher fun Lublin d'Isaac Bashevis Singer. La cançó que dona títol a la pel·lícula fou interpretada per Kate Bush.

## Sinopsi
A Lublin a començaments del segle xx, Yasha Mazur és un prestidigitador, estafador i místic jueu, casat amb Esther. Està de gira europea pel seu espectacle, però els seus problemes personals van destruint la seva carrera a poc a poc. A cada lloc on actua es relaciona amb una xicota local, i va des de la jove Zeftel fins a la ardent Elżbieta.
Wolsky, el seu empresari, al final, li ofereix una última oportunitat per assolir l'èxit, sempre que presenti alguna cosa mai vista fins ara en una sala de Varsòvia.

## Repartiment
| Actor                  | Paper                             |
| ---------------------- | --------------------------------- |
| Alan Arkin             | Yasha Mazur                       |
| Linda Bernstein        | Esther, esposa de Yasha           |
| Louise Fletcher        | Emelia                            |
| Lisa Whelchel          | Halina, filla d'Emelia            |
| Elspeth March          | Yadwiga, la serventa              |
| Valerie Perrine        | Zeftel                            |
| Maia Danziger          | Magda, assistent i amant de Yasha |
| Shelley Winters        | Elzbieta, mare de Magda           |
| Zachi Noy              | Bolek, germà de Magda             |
| Friedrich Schoenfelder | Comte Zaruski                     |
| Shaike Ophir           | Shmuel, amic de Yasha             |
| Lou Jacobi             | Wolsky                            |
| Warren Berlinger       | Herman                            |

## Recepció
Fou exhibida com a part de la selecció oficial del Festival Internacional de Cinema de Sant Sebastià 1979. Tot i això, la pel·lícula va ser un fracàs de taquilla i un fracàs de crítica. Per exemple, Time Out London va escriure:
| « | ...Golan sobredramatitza, dona consciència a la histèria i substitueix un misticisme especiós que és tristament literal. | » |